# Cold Hearted
Cold Hearted è una canzone di Paula Abdul, pubblicata nel 1989 come quinto singolo dall'album Forever Your Girl.

## Successo
Il brano diventò il terzo singolo della cantante ad arrivare al primo posto nella Billboard Hot 100 e in Canada. Come il precedente singolo, Forever Your Girl, in Europa non ebbe particolare successo.

## Videoclip
Il video musicale è stato ispirato dalla sequenza di danza erotica del film All That Jazz. Nel video, Paula Abdul danza con un gruppo di ballerini semi-nudi, indossando un abito a rete in cui espone il suo ventre.

## Classifiche
| Classifica (1989)                | Posizione massima |
| -------------------------------- | ----------------- |
| Stati Uniti                      | 1                 |
| US Billboard Hot Dance Club Play | 1                 |
| US Billboard Hot 100 Airplay     | 1                 |
| Canada                           | 1                 |
| Regno Unito                      | 46                |
| Germania                         | 38                |